# Oida Chüüü
"Oida Chüüü" är den sjätte singeln från den österrikiska musikgruppen Trackshittaz. Den släpptes den 25 oktober 2011 som den andra singeln från deras tredje album Traktorgängstapartyrap. Låten är skriven av gruppmedlemmarna Lukas Plöchl och Manuel Hoffelner själva. Låten låg 2 veckor på den österrikiska singellistan där den nådde plats 38 som bäst.

## Listplaceringar
| Lista (2011) | Topplacering |
| ------------ | ------------ |
| Österrike    | 38           |